# Cystoidea
Classe
Position phylogénétique
- Bilatériens
  - Orthonectides
  - Acœles
  - Némertodermatides
  - Deutérostomiens
    - Chordata
      - Céphalochordés
      - Olfactores
        - Tuniciers
        - Crâniés
          - Myxines
          - Vertébrés

    - Xénambulacraires
      - Xénoturbellides
      - Ambulacraires
        - Hémichordés
        - Échinodermes

  - Protostomiens
    - Chétognathes ?
    - Lophotrochozoaires
    - Ecdysozoaires

Groupe frère :  Hemichordata 
Les Cystoidea forment une classe d'échinodermes éteints du groupe des crinozoaires, connus uniquement sous forme fossile.

## Description et caractéristiques

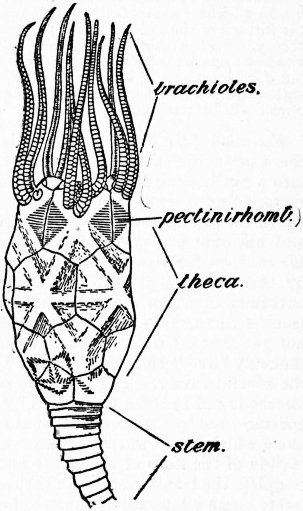
Illustration de lEncyclopedia Britannica.

Ces fossiles rappellent par leur forme de petites massues (« cystes »). Comme leurs cousins les crinoïdes et les blastoïdes, les cystoïdes étaient des suspensivores sessiles, se nourrissant par filtration de l'eau. Comme la plupart des échinodermes, leur corps était protégé par un ensemble de plaques calcaires emboîtées, formant ici une « thèque » très solide et ovoïde, structurée par une symétrie pentaradiale imparfaite (plus rarement triradiale) visible essentiellement par les cinq aires ambulacraires, et percée de nombreux pores (probablement respiratoires, connectés à des hydrospires).
Celle-ci contient la bouche au centre, entourée de cinq structures rayonnant comme des pétales, de formes variables, et supportant des organes filtreurs très ramifiés appelés brachioles, qui permettaient aux cystoïdes de filtrer l'eau pour en piéger le plancton dont ils se nourrissaient,. L'anus se trouvait sur le côté de la thèque. Cette thèque se trouvait à l'extrémité d'une tige faite d'articles circulaires emboîtés (comme chez les crinoïdes à tige), l'autre extrémité étant fixée au substrat.
On compte deux grands groupes morphologiques principaux parmi les cystoïdes : les Diploporides et les Rhombifères.

## Registre fossile
Comme de nombreuses autres classes d'échinodermes, les espèces classées parmi ce groupe apparaissent durant l'Ordovicien inférieur il y a -460 millions d'années. Ce groupe atteint sa plus grande diversité au cours de l'Ordovicien supérieur et du Silurien. Ils ont vécu de l'Ordovicien jusqu'au Dévonien, soit environ 68 millions d'années, et ont disparu il y a -392 millions d'années.

## Phylogénie
Les principaux groupes identifiés sont selon BioLib (6 juin 2016) :
- ordre Aristocystitida †
  - famille Aristocystitidae Neumayr, 1889 †
- ordre Asteroblastida Bather, 1900 †
  - famille Asteroblastidae Bather, 1900 †
  - famille Mesocystidae Bather, 1899 †
- ordre Glyptosphaeritida Bernard, 1895 †
  - famille Dactylocystidae Jaekel, 1899 †
  - famille Glyptosphaeritidae Bernard, 1895 †
  - famille Gomphocystitidae Miller, 1889 †
  - famille Protocrinitidae Bather, 1899 †
- ordre Sphaeronitida Neumayr, 1889 †
  - famille Parasphaeronitidae Bockelie, 1984 †
  - famille Sphaeronitidae Neumayr, 1889 †
- genre Asperellacystis Stukalina & Hints, 1987 †
- genre Batalleria Chauvel & Melendez, 1978 †
- genre Brightonicystis Paul, 1971 †
- genre Destombesia Chauvel, 1966 †
- genre Eumorphocystis Branson & Peck, 1940 †
- genre Flabellicystis Stukalina, 1979 †
- genre Glyptosphaeronites †
- genre Oanducystis Stukalina, 1979 †
- genre Pemphocystis Chauvel, 1966 †
- genre Phlyctocystis Chauvel, 1966 †
- genre Pyrocystites Barrande, 1887 †
- genre Regnellicystis Bassler, 1950 †

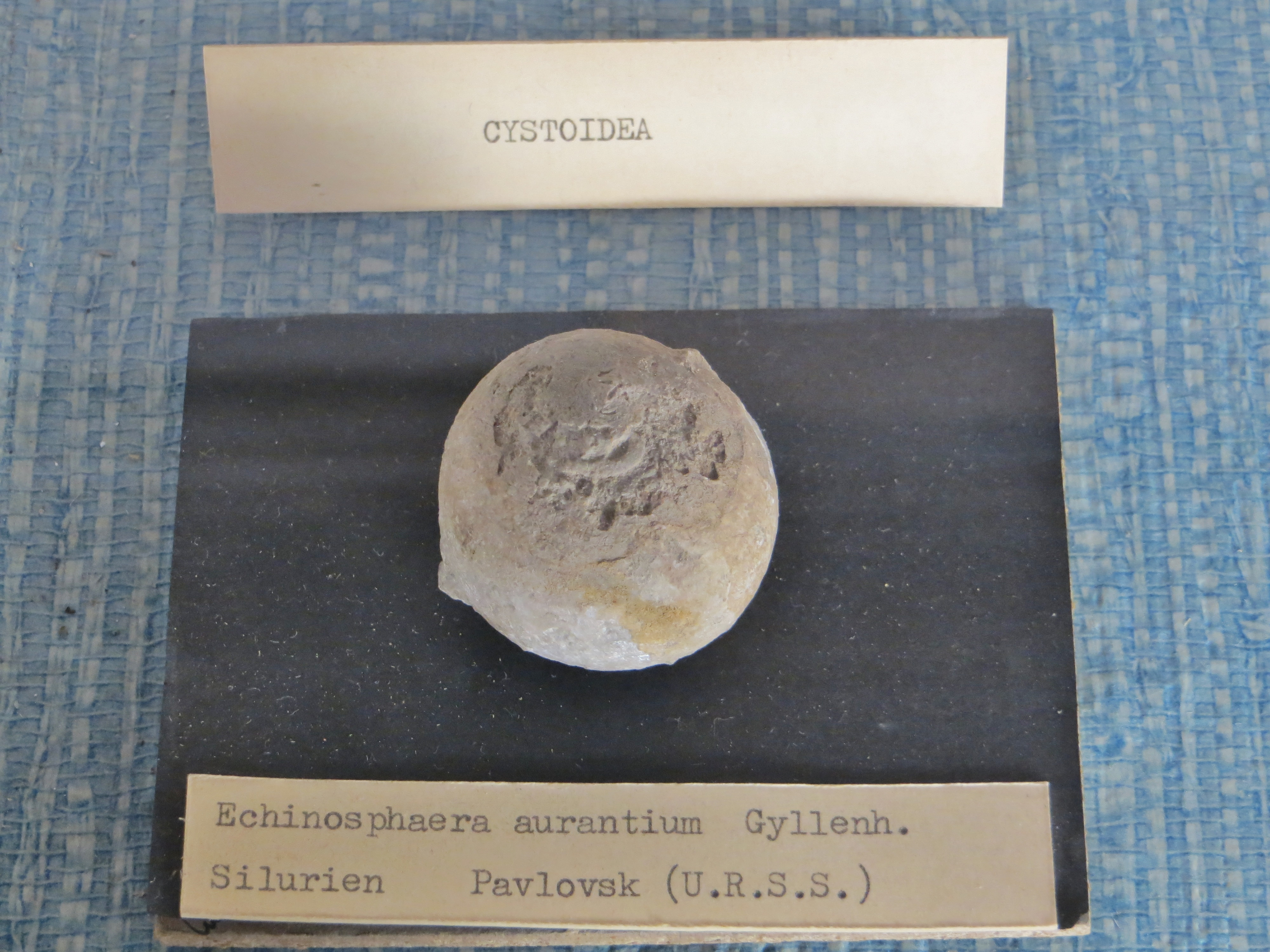
Fossile d'Echinosphaera aurantium (Silurien, MNHN).
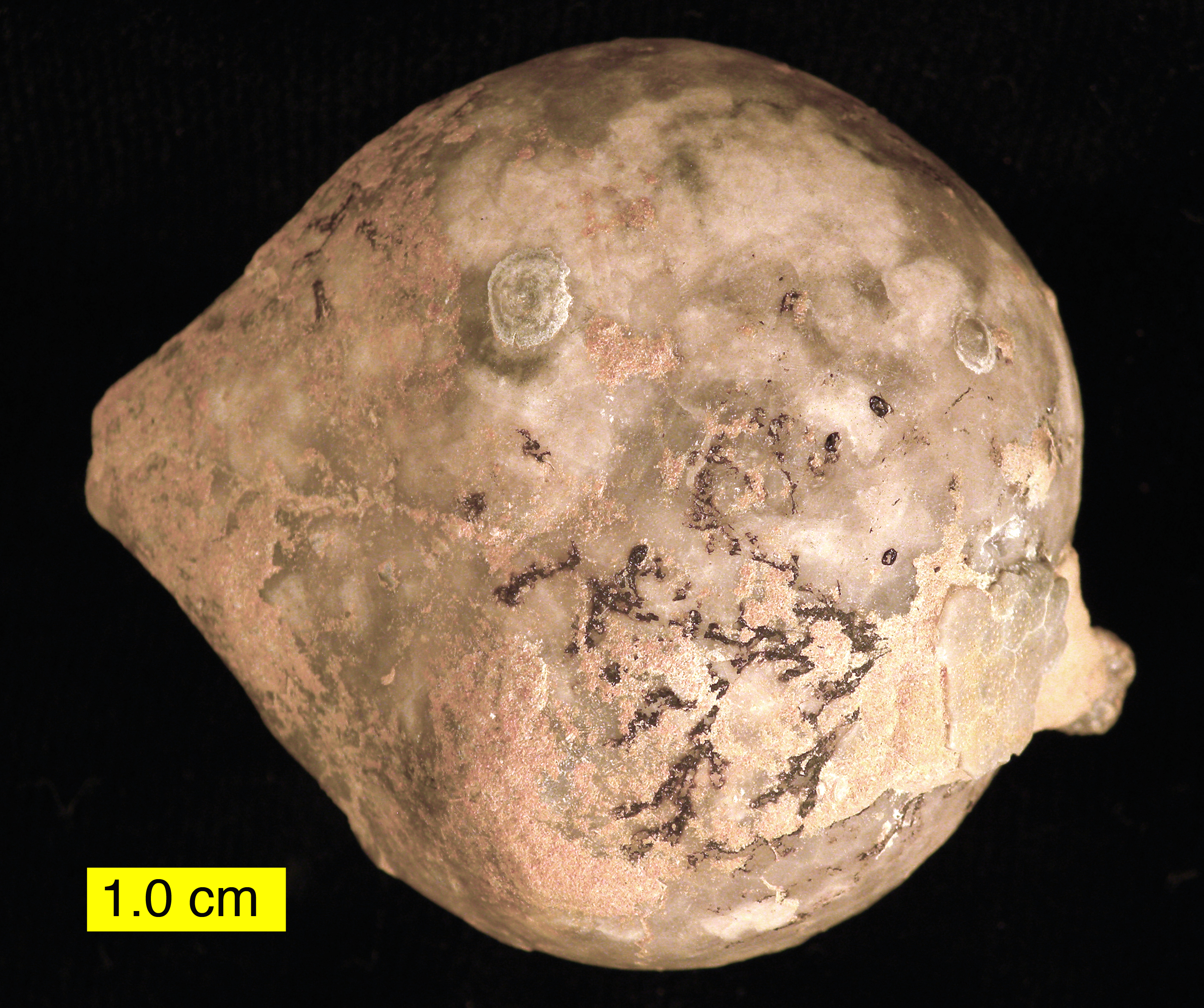
Fossile d’Echinosphaerites.
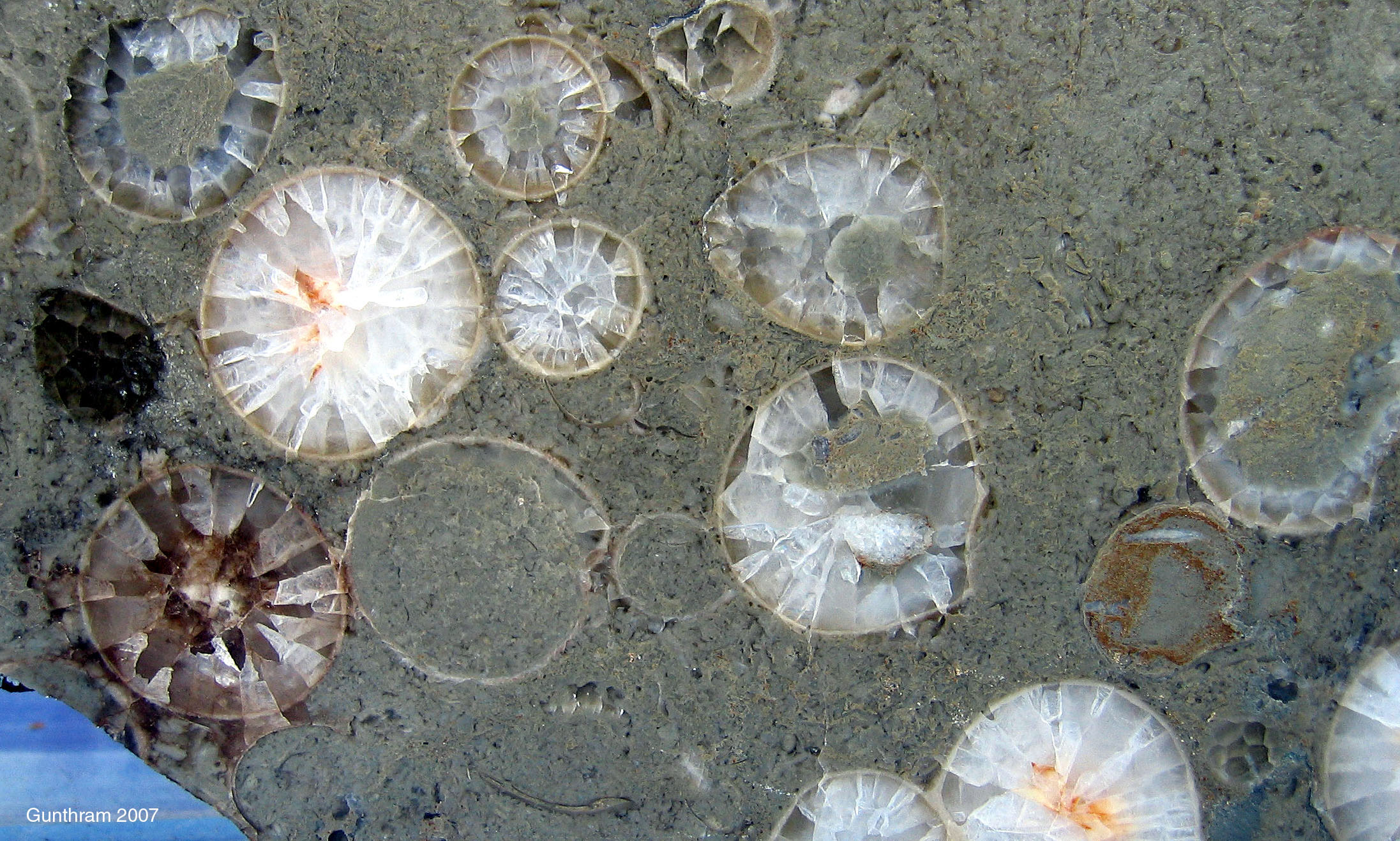
Sphaeronites pomum du Trémadocien (Ordovicien inférieur) en coupe, Degerhamn, Suède.